# Kecamatan Salang
Kecamatan Salang (indonesiska: Salang) är ett distrikt i Indonesien.   Det ligger i provinsen Aceh, i den västra delen av landet, 1 600 km nordväst om huvudstaden Jakarta. Kecamatan Salang ligger på ön Pulau Simeulue.